# Marlene Schmitz-Portz
Marlene Schmitz-Portz (* 14. Januar 1938 in Euskirchen als Marlene Mathei) ist eine ehemalige deutsche Leichtathletin, die in den späten 1950er und frühen 1960er Jahren als Hochspringerin erfolgreich war.

## Karriere
Die zu aktiven Zeiten 1,73 m große und 60 kg schwere Athletin startete für den ASV Köln. 
Am 6. Oktober 1957 stellte sie in Bad Kreuznach mit 1,67 m einen neuen deutschen Rekord auf und verbesserte die genau ein Jahr alte Bestmarke von Inge Kilian um einen Zentimeter. Der Rekord hatte acht Monate Bestand, ehe die Deutsche Meisterin ihn sich mit 1,68 m zurückholte.
Nachdem Marlene Mathei 1957 hinter Inge Kilian Vizemeisterin geworden war, gewann sie anschließend sechs Deutsche Meistertitel: 1959, 1960 (1,67 m und 1,65 m in der Halle), 1963 (1,64 m), 1964 und 1965 (jeweils 1,67 m).
Sie nahm an den Olympischen Spielen 1960 in Rom teil, wo sie mit übersprungenen 1,65 m auf Platz neun kam (für eine Medaille hätte sie 1,71 m springen müssen).
Im Jahr 1963 kam sie beim Länderkampf USA-Deutschland in Braunschweig mit 1,60 m auf Platz drei. 
Im Jahr 1964 siegte sie beim Abendsportfest in Leverkusen mit 1,62 m. 
Ihre Bestleistung liegt bei 1,70 m, übersprungen im Jahr 1964.